# Firman (TV-serie)
Firman är en amerikansk TV-serie som hade premiär den 8 januari 2012 på  AXN, Global, och NBC. Serien är baserad på John Grishams bästsäljande bok men tar vid tio år efter bokens slut och är en fristående fortsättning på succéfilmen Firman.
Advokaten Mitch McDeere och hans familj tvingades fly efter att han avslöjat sin egen advokatbyrås affärer med Chicagomaffian.
Den 29 januari 2012 hade serien premiär på TV3.

## Rollista (i urval)
- Josh Lucas – Mitch McDeere[3]
- Molly Parker – Abby McDeere[4]
- Callum Keith Rennie – Ray McDeere[5]
- Juliette Lewis – Tammy Hemphill[6]
- Natasha Calis – Claire McDeer
- Tricia Helfer – Alex Clark[7]
- Shaun Majumder – Andrew Palmer[8]